# Clifford Taubes

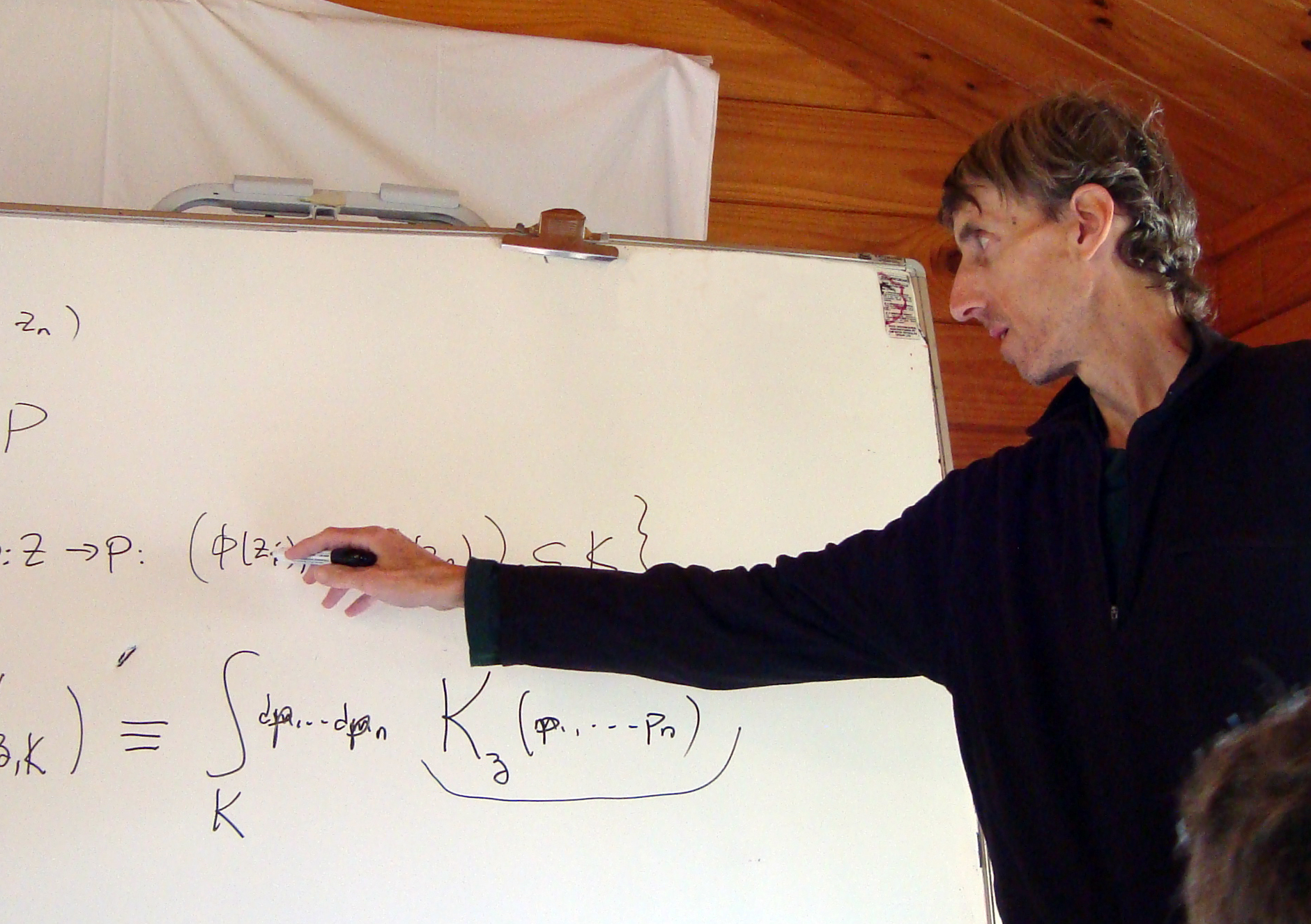
Clifford Taubes in 2010

Clifford Henry Taubes (21 februari 1954) is een Amerikaans wiskundige, die zich met name heeft gespecialiseerd in de differentiaalmeetkunde, de topologie en de wiskundige natuurkunde, meer specifiek de ijktheorie.
Hij is de William Petschek Professor of Mathematics aan de Harvard University
Hij heeft als eerste aangetoond dat er een continuüm van niet-diffeomorfe differentieerbare structuren van R4 bestaat. 

## Prijzen
- Oswald Veblen-prijs (AMS) (1991)